# فرودگاه دونگینگ شنگلی
فرودگاه دونگینگ شنگلی (به انگلیسی: Dongying Shengli Airport) یک فرودگاه همگانی با کد یاتا DOY است که یک باند فرود بتن دارد و طول باند آن ۲۸۰۰ متر است. این فرودگاه در کشور چین قرار دارد .

## شرکت‌های هواپیمایی و مقصدهای پروازی
| شرکت‌های هواپیمایی      | مقصدهای پروازی                 |
| ---------------------- | ------------------------------ |
| ایر چاینا              | ژنگژو سین‌ژنگ، چنگدو شوانگلیو   |
| China Express Airlines | دالیان ژووشویزی، هانگجو ژیاشان |
| هاینان ایرلاینز        | پکن                            |
| جونیائو ایرلاینز       | شانگهای پودنگ                  |
| سیچوان ایرلاینز        | شی‌آن شیان‌یانگ، چنگدو شوانگلیو  |
| اسپرینگ ایرلاینز       | شانگهای هونگچیائو              |
| هواپیمایی شرقی چین     | پکن                            |